# La Courneuve
 La Courneuve  es una comuna (municipio) de Francia, en la región de Isla de Francia, departamento de Sena-San Denis, en el distrito de Saint-Denis. La comuna forma ella sola el cantón de su nombre.
Está integrada en la Communauté d’agglomération Plaine Commune.

## Demografía
| 555 | 499 | 530 | 502 | 586 | 589 | 572 | 572 | 631 | 791 | 1 006 | 859 | 926 | 1 124 | 1 251 | 1 542 | 1 789 | 2 200 | 2 742 | 3 341 | 5 646 | 10 297 | 15 780 | 17 390 | 16 609 | 18 349 | 25 792 | 43 318 | 37 958 | 33 537 | 34 139 | 35 310 | 37 228 |
| Para los censos de 1962 a 1999 la población legal corresponde a la población sin duplicidades (Fuente: INSEE [Consultar]) |     |     |     |     |     |     |     |     |     |       |     |     |       |       |       |       |       |       |       |       |        |        |        |        |        |        |        |        |        |        |        |        |

Forma parte de la aglomeración urbana parisina.